# Список районів Гонконгу
У цьому списку представлені як офіційні адміністративні округи Гонконгу (відмічені словом «округ»), так і назви місцевостей, не утворюють адміністративних одиниць, але стійко закріпилися і активно використовуються місцевими жителями і туристичними довідниками. Після кожної назви зазначено написання англійською та китайською мовами. 

## Острів Гонконг

### Центрально-Західний округ
- Центрально-Західний округ; Central and Western District; 中西區
  - Центральний; Central; 中環
    - Сохо; Soho; 蘇豪, також 荷南
    - Ланькуайфон (Лан-Квай-Фонг)?; Lan Kwai Fong; 兰桂坊

  - Адміралтейство; Admiralty; 金鐘
  - Сайвань (Сай-Ван); Sai Wan; 西環
    - Кеннеді-Таун; Kennedy Town; 堅尼地城
    - Сайинпхунь (Сай-Інг-Пун); Sai Ying Каламбур; 西營盤
    - Сектхончей (Шек-Тонг-Цуй); Shek Tong Tsui; 石塘咀

  - Сенвань (Шенг-Ван); Sheung Wan; 上環
  - Мзс-левелс; Mid-levels; 半山區
    - Магазин-Гап; Magazine Gap; 馬己仙峽

  - Пік; Victoria Peak, також Mount Austin і The Peak; 太平山, також застар. 扯旗山

### Східний округ
- Східний округ; Eastern District; 東區
  - Норт-Пойнт; North Point; 北角
    - Фортресс-Хілл; Fortress Hill; 炮台山

  - Бремар-Гілл; Braemar Hill; 寶馬山
  - Кворрі-Бей; Quarry Bay; 鰂魚涌
    - Корнхилл; Kornhill; 康怡花園, також 康山花園

  - Тхайкусин (Тайку-Шинг); Taikoo Shing; 太古城
  - Сайваньхо (Сай-Ван-Хо); Sai Wan Ho; 西灣河
  - Саукейвань (Шау-Кей-Ван); Shau Wan Kei; 筲箕灣
    - Олдріч-Бей; Aldrich Bay; 愛秩序灣
    - Акуннгам (А-Кунг-Нгамі); A Kung Ngam; 阿公岩

  - Чхайвань (Чай-Ван); Wan Chai; 柴灣
    - Ханфачхюнь (Хенг-Фа-Чюн); Heng Fa Chuen; 杏花邨

  - Сіусайвань (Сіу-Сай-Ван); Siu Sai Wan; 小西灣

### Південний округ
- Південний округ; Southern District; 南區
  - Абердин; Aberdeen; 香港仔
  - Аплейчау (Ап-Лей-Чау); Ap Lei Chau, також Aberdeen Island; 鴨脷洲
  - Чунхамкок (Чунг-Хом-Кок); Chung Hom Kok; 舂坎角, також 舂磡角
  - Вончукхан (Вонг-Чук-Хан); Wong Chuk Hang; 黃竹坑
    - Намлонсань (Нам-Лонг-Шан); Nam Long Shan, також Brick Hill; 南朗山, також 南塱山

  - Покфулам (Пок-Фу Лам); Pok Fu Lam; 薄扶林
    - Сенді-Бей; Sandy Bay; 大口灣, також 沙灣
    - Вафу (Ва-Фу); Wah Fu; 華富

  - Ріпалс-Бей; Repulse Bay; 淺水灣
  - Дип-Вотер-Бей; Deep Water Bay; 深水灣
  - Стенлі; Stanley; 赤柱
  - Секйоу (Шек-О); Shek O; 石澳
    - Біг-Вейв-Бей; Big Wave Bay; 大浪灣

  - Тайтам (Тай-Там); Tai Tam; 大潭
  - Телеграф-Бей; Telegraph Bay, також Kong Sin Wan; 綱綫灣
    - Киберпорт; Cyberport; 數碼港

### Округ Ваньчай (Ван-Чай)
- Округ Ваньчай (Ван-Чай); Wan Chai District; 灣仔區
  - Ваньчай; Wan Chai; 灣仔
  - Козуей-Бей; Causeway Bay; 銅鑼灣
    - Тхиньхау (Тін-Хау); Tin Hau; 天后

  - Геппі-Веллі; Happy Valley; 跑馬地
    - Джардинс-Лукаут; Jardine's Lookout; 渣甸山

  - Тайхана; Tai Hang; 大坑

## Цзюлуні Нью-Коулун

### Коулун-Іст

#### Округ Куньтхон (Квун-Тонг)
- Округ Куньтхон (Квун-Тонг); Kwun Tong District; 觀塘區
  - Куньтхон (Квун-Тонг); Kwun Tong; 觀塘
  - Ламтхинь (Лам-Тин); Lam Tin; 藍田
  - Нгаутхаукок (Мдау-Тау-Кок); Ngau Tau Kok; 牛頭角
    - Коулун-Бей; Kowloon Bay; 九龍灣

  - Саумаупхин (Сау-Мау-Пінг); Sau Mau Ping; 秀茂坪
  - Сенлэй (Шун-Чи); Shun Lee; 順利
  - Яутхон (Яу-Тонг); Yau Tong; 油塘
  - Чхакуолэн (Ча-Кво-Лін); Cha Kwo Ling; 茶果嶺

#### Округ Вонтайсинь (Вонг-Тай-Сін)
- Округ Вонтайсинь (Вонг-Тай-Сін); Wong Tai Sin District; 黃大仙區
  - Даймонд-Хілл; Diamond Hill; 鑽石山
  - Нгаучхивань (Мдау-Чі-Ван); Ngau Chi Wan; 牛池灣
  - Саньпхоукон (Сан-Конг); San Po Kong; 新蒲崗
  - Чхиваньсань (Ци-Ван-Шан); Tsz Wan Shan; 慈雲山
  - Вантхаухам (Ванг-Тау-Хом); Wang Tau Hom; 橫頭磡
  - Вонтайсинь (Вонг-Тай-Сін); Wong Tai Sin; 黃大仙

### Коулун-Вест

#### Округ Коулун-Сіті
- Округ Коулун Сіті; Kowloon City District; 九龍城區
  - Хоманьтхинь (Хо-Ман-Тин); Ho Tin Man; 何文田
  - Хунхам (Хунг-Хом); Hung Hom; 紅磡
  - Коулун Сіті; Kowloon City; 九龍城
  - Коулун-Тхон; Kowloon Tong; 九龍塘
  - Матхаукок (Ма-Тау-Кок); Ma Tau Kok; 馬頭角
  - Матхаувай (Ма-Тау-Вай); Ma Tau Wai; 馬頭圍
  - Тхоукуавань (То-Ква-Ван); To Kwa Wan; 土瓜灣

#### Округ Самсейпоу (Шам-Шуй -)
- Округ Самсейпоу (Шам-Шуй-За); Sham Shui Po District; 深水埗區
  - Чхенсавань (Ченг-Ша-Ван); Cheung Sha Wan; 長沙灣
  - Коулун-Тхон; Kowloon Tong; 九龍塘
    - Яуятчхюнь (Яу-Ят-Чюн); Yau Yat Chuen; 又一村

  - Лайчикок (Лай-Чі-Кок); Lai Chi Kok; 荔枝角
    - Мейфусаньчхюнь (Мей-Фу-Сун-Чюн); Mei Foo Sun Chuen; 美孚新邨

  - Самсейпоу (Шам-Шуй-За); Sham Shui Po; 深水埗
  - Секкіпмей (Шек-Кіп-Мей); Shek Kip Mei; 石硤尾
    - Тайхантун (Тай-Ханг-Тунг); Tai Hang Tung; 大坑東

  - Острів Стоункаттерз; Stonecutters Island; 昂船洲

#### Округ Яучимвон (Яу-Цім-Монг)
- Округ Яучимвон (Яу-Цім-Монг); Yau Tsim Mong District; 油尖旺区
  - Вонкок (Монг-Кок); Mong Kok; 旺角
    - Прінс-Едвард; Prince Edward; 太子

  - Чимсачей (Цім Ша-Цуй); Tsim Sha Tsui; 尖沙咀
    - Чимсачей-Іст (Цім Ша-Цуй-Іст); Tsim Sha Tsui East; 尖沙咀東

  - Яуматей (Яу-Ма-Тей); Yau Ma Tei; 油麻地
    - Кінгс-Парк; king's Park; 京士柏, також 皇囿

  - Джордан; Jordan; 佐敦
    - Куньчхун (Квун-Чунг); Kwun Chung; 官涌

  - Тайкокчей (Тай-Кок-Цуй); Tai Kok Tsui; 大角嘴
  - Західний Коулун (Вест-Коулун); West Kowloon; 西九龍

## Нові Території
Не включаючи Нью-Коулун

### Нові східні Території

#### Північний округ
- Північний округ; North District; 北區
  - Фаньлен (Фанлінг); Fanling; 粉嶺
  - Сатхаукок (Ша-Тау-Кок); Sha Tau Kok; 沙頭角
  - Сенсей (Шенг-Шуй); Sheung Shui; 上水
  - Такулен (Та-Кву-Лінг); Ta Kwu Ling; 打鼓嶺
  - Кутун (Кву-Тунг); Kwu Tung; 古洞
  - Куаньтей (Кван-Тей); Kwan Tei; 軍地
  - Лову (Ло-Ву); Lo Wu; 羅湖
  - Пхинчхе (Пінг-Че); Ping Che; 坪輋

#### Округ Сайкун
- Округ Сайкун (Сай-Кунг); Sai Kung District; 西貢區
  - Клір-Уотер-Бей; Clear Water Bay; 清水灣
  - Хоучхун (Хо-Чунг); Ho Chung; 蠔涌
  - Джанк-Айленд; Junk Island; 佛堂洲
  - Каусайчау (Кау-Сай-Чау); Sai Kau Chau; 滘西洲
  - Шарп-Айленд; Sharp Island; 橋咀洲
  - Ленсюньвань (Ленг-Шюн-Ван); Leung Shuen Wan; 糧船灣
  - Марина-Коув; Marina Cove; 匡湖居
  - Паксачау (Пак-Ша-Чау); Pak Sha Chau; 白沙洲
  - Поутойоу (По-Той-О); Po O Toi; 布袋澳
  - Тхиукинлен (Тіу-Кенг-Ленг); Tiu Keng Leng, Rennie's Mill; 調景嶺
  - Сайкун (Сай-Кунг); Sai Kung; 西貢
  - Ченкуаноу (Ценг-Кван-О); Tseung Kwan O; 將軍澳
  - Дейминьхой (Тей-Хв-Хой); Tui Min Hoi; 對面海
  - Тунлунчау (Тунг-Лунг-Чау); Tung Lung Chau; 東龍洲
  - Енчау (Енг-Чау); Yeung Chau; 羊洲
  - Имтхиньчай (Їм-Тін-Цай); Yim Tin Tsai; 鹽田仔

#### Округ Сатхинь
- Округ Сатхінь (Ша-Тин); Sha Tin District; 沙田區
  - Фотхань (Фо-Тан); Fo Tan; 火炭
  - Кхаутхоусань (Кау-Шан); Kau To Grant; 狗肚山, також 九肚山
  - Маліусей (Ма-Ліу-Шуй); Ma Liu Shui; 馬料水
  - Маоньсань (Ма-Он-Шан); Ma On Shan; 馬鞍山
  - Паксеккок (Пак-Шек-Кок); Pak Shek Kok; 白石角
  - Сатхинь (Ша-Тин); Sha Tin; 沙田, також Ликьюнь; 瀝源
  - Сатхіньвай (Ша-Тін-Вай); Sha Tin Wai; 沙田圍
  - Секмунь (Шек-Мун); Shek Mun; 石門
  - Сіулікьюнь (Сіу-Лек-Юн); Siu Lek Yuen; 小瀝源
  - Тайвай (Тай-Вай); Tai Wai; 大圍
  - Вочхе (По-Че); Wo Che; 禾輋
  - Вукхайса (Ву-Кай-Ша); Wu Kai Sha; 烏溪沙
  - Юньчаукок (Юн-Чау-Кок); Yuen Chau Kok; 圓洲角

#### Округ Тайпоу
- Округ Тайпоу (Тай-За); Tai Po District; 大埔區
  - Хойхавань (Хой-Ха-Ван); Hoi Ha Wan; 海下灣
  - Кхейленха (Кей-Лінг-Ха); Кеі Ling Ha; 企嶺下
  - Найчхун (Най-Чунг); Nai Chung; 泥涌
  - Паксеккок (Пак-Шек-Кок); Pak Shek Kok; 白石角
  - Пенчхау (Пінг-Чау); Ping Chau; 平洲, також Tung Ping Chau; 東平洲
  - Пловер-Коув; Plover Cove; 船灣海
  - Сапсейхен (Шап-Сі-Хенг); Shap Sze Heung; 十四鄉
  - Тайпоу (Тай-За); Tai Po; 大埔
  - Тхінкок (Тінг-Кок); Ting Kok; 汀角
  - Тунчі (Тунг-Ци); Tung Tsz; 洞梓

### Західні Нові Території

#### Округ Айлендс
- Округ Айлендс; Islands District; 離島區
  - Чхеклапкок (Чек-Лап-Кок); Chek Lap Kok; 赤鱲角
  - Чхенчау (Ченг-Чау); Cheung Chau; 長洲
  - Острів Ламма; Lamma Island; 南丫島
    - Хунсіньє (Хунг-Шинг-Е); Hung Shing Yeh; 洪聖爺
    - Лоусоусін (Ло-Со-Шинг); Lo So Shing; 盧鬚城
    - Моутат (Мо-Тат); Mo Tat; 模達
    - Паккок (Пак-Кок); Pak Kok; 北角
    - Самвань (Шам-Ван); Sham Wan;深灣
    - Соккувань (Сок-Кву-Ван); Sok Kwu Wan, також Picnic Bay; 索罟灣
    - Туньоу (Тунг-О); Tung O; 東澳灣
    - Юнсюха (Юнг-Шю-Ха); Yung Shue Ha; 榕樹下
    - Юнсювань (Юнг-Шю-Ван); Yung Shue Wan; 榕樹灣

  - Лантау; Lantau Island; 大嶼山
    - Чімавань (Чі-Ма-Ван); Chi Ma Wan; 芝麻灣
    - Нгонпхін (Нгонг-Пінг); Ngong Ping; 昂坪
    - Діскавері-Бей; Discovery Bay; 愉景灣
    - Муйво (Муй-Во); Mui Wo; 梅窩
    - Пенніз-Бей; Penny's Bay; 竹篙灣
      - Гонконгський Діснейленд; Hong Kong Disneyland Resort; 香港迪士尼樂園度假區

    - Пуйоу (Пуй-О); Pui O; 貝澳, також 杯澳
    - Сіухоувань (Сіу-Хо-Ван); Siu Ho Wan; 小蠔灣
    - Тайхоу (Тай-Хо); Tai Ho; 大蠔
    - Тунчхун (Тунг-Чунг); Tung Chung; 東涌
    - Ямьоу (Ям-О); Yam O; 陰澳

  - Пхінчау (Пенг-Чау); Peng Chau; 坪洲

#### Округ Кхуайчхін (Квай-Цзін)
- Округ Кхуайчхін (Квай-Цинг); Kwai Tsing District; 葵青區
  - Кхуайчхун (Квай-Чунг); Kwai Chung; 葵涌
    - Кхуайфон (Квай-Фонг); Kwai Fong; 葵芳
    - Кхуайхін (Квай-Хинг); Kwai Hing; 葵興

  - Чхіньї (Цинг-І); Tsing Yi; 青衣

#### Округ Чхюньвань (Цюн-Ван)
- Округ Чхюньвань (Цюн-Ван); Tsuen Wan District; 荃灣區
  - Самчен (Шам-Ценг); Sham Tseng; 深井
  - Чхюньвань (Цюн-Ван); Tsuen Wan; 荃灣
  - Мавань (Ма-Ван); Ma Wan; 馬灣
  - Чхіньлунтхау (Цинг-Лунг-Тау); Tsing Lung Tau; 青龍頭

#### Округ Тхюньмунь (Тюн-Мун)
- Округ Тхюньмунь (Тюн-Мун); Tuen Mun District; 屯門區
  - Тхюньмунь (Тюн-Мун); Tuen Mun; 屯門
    - Сіухон-Корт (Сіу-Хонг); Siu Hong Court; 兆康苑

  - Тайламчхун (Тай-Лам-Чунг); Tai Lam Chung; 大欖涌
  - Соукуньват (З-Квун-Ват); So Kwun Wat; 掃管笏
  - Футей (Фу-Тей); Fu Tei; 虎地

#### Округ Юньлон (Юн-Лонг)
- Округ Юньлон (Юн-Лонг); Yuen Long District; 元朗區
  - Юньлон (Юн-Лонг); Yuen Long; 元朗
    - Аутхау (Ау-Тау); Au Tau; 凹頭
    - Хачхюнь (Ха-Цюн); Ha Tsuen; 廈村
    - Лауфаусань (Лау-Фау-Шан); Lau Fau Shan; 流浮山
    - Пінсань (Пінг-Шан); Ping Shan; 屏山
    - Саппатхен (Шап-Пат-Хенг); Shap Pat Heung; 十八鄉
    - Тайтхон (Тай-Тонг); Tai Tong; 大棠
    - Тхіньсейвай (Тін-Шуй-Вай); Tin Shui Wai; 天水圍
    - Юньлон-Таун (Юн-Лонг-Таун); Yuen Long Town; 元朗市中心

  - Саньтхінь (Сан-Тин); San Tin; 新田
    - Локмачау (Лок-Ма-Чау); Lok Ma Chau; 落馬洲
    - Майпоу (Травень-За); Mai Po; 米埔

  - Камтхінь (Кам-Тин); Kam Tin; 錦田
    - Патхен (Пат-Хенг); Pat Heung; 八鄉
    - Секкон (Шек-Конг); Shek Kong; 石崗